# Heaven Beside You
Singles de Alice in Chains
Grind
(1995) Again
(1996)
Heaven Beside You est le deuxième single du groupe de rock américain Alice in Chains issu de leur troisième album studio Alice in Chains sorti en 1995. Quatrième piste de l'album, il s'agit d'une ballade d'une durée de cinq minutes et vingt-sept secondes, il s'agit donc d'un des titres les plus courts de l'album. Les paroles ont été écrites par le guitariste Jerry Cantrell et la musique a été composée par Cantrell et le bassiste Mike Inez.
Heaven Beside You est apparu sur trois compilations du groupe – Music Bank (1999), Greatest Hits  (2001) et The Essential Alice in Chains (2006). Le 12 janvier 2010, la chanson est apparue dans le jeu vidéo Rock Band en contenu téléchargeable. En 2009, le magazine britannique Metal Hammer que ce titre est la meilleure composition figurant sur l'album.

## Musique et paroles
Heaven Beside You a été écrit par Jerry Cantrell après la rupture avec sa petite amie de sept ans. Cantrell était incapable de rester fidèle avec la femme qu'il décrit comme « la plus belle fille que j'ai jamais vu dans ma vie », et a ajouté :

« Je l'aime toujours, mais je suis trop un putain de wolf—kill, qui attaque, qui passe… C'est si difficile quand vous êtes tellement habitué à être dur. Vous ne pouvez pas dire. un chêne pour être un pin » »

.
Dans les notes de la pochette de Music Bank, Jerry Cantrell dit la chanson :

« Une autre tentative de concilier le fait que ma vie et mes chemins me déchirent de la personne que j'aime. Toutes les choses que j'écris sur elle sont une façon pour moi de peut-être de lui parler, exprimer les choses je ne pourrais jamais exprimer »

.
La chanson se distingue par le chant, principalement effectué par Cantrell, le duo-harmonique Cantrell-Staley apparaît uniquement dans les refrains de la chanson. C'est l'une des trois pistes de l'album où le chant est uniquement exécuté par Cantrell, les deux autres sont Grind et Over Now. La chanson est beaucoup moins lourde par rapport à d'autres titres de l'album. Le riff principal de Heaven Beside You est joué avec une guitare acoustique dans un style country, la guitare lead joué à la guitare électrique rejoint le riff. Après le refrain chanté par Cantrell et Staley, la guitare devient très saturé et après le deuxième refrain, Cantrell exécute un solo de guitare dont une partie du solo va servir à conclure le titre.

## Libération et réception
Heaven Beside You est sorti en single en 1996. Heaven Beside You s'est classé à la 52e place sur le Billboard Hot 100 Airplay chart, ce qui rend Alice in Chains au deuxième rang des singles dans les charts après No Excuses. Heaven Beside You a culminé au numéro trois sur le Billboard Mainstream Rock Tracks chart et au numéro six sur le Billboard Modern Rock Tracks chart. Heaven Beside You a atteint le top 40 au Royaume-Uni.
Steve Huey de Allmusic considère la chanson « parmi les meilleurs travaux du groupe. ». Ned Raggett de Allmusic dit que la chanson « poursuit dans la veine de Jar of Flies avec son riff acoustique lead et sa présentation généralement discret » et a ajouté que « le travail à la guitare électrique de Cantrell est la meilleure partie, se déplaçant au-delà des certes puissants coups de rétroaction il était connu pour trouver une nouvelle approche, texturé que le volume équilibré avec une sensation moins oppressant et riche ».

## Clip
Le clip vidéo pour "Heaven Beside You" est sorti en 1996 et a été dirigé par Frank W. Ockenfels III. La vidéo est disponible sur le Music Bank: The Videos.

## En live
Alice in Chains effectue une version acoustique de Heaven Beside You pour son apparition au MTV Unplugged en 1996 et la chanson a été inclus sur le Unplugged album live et leur sortie en DVD.

## Apparitions dans d'autres médias
La chanson est apparue en tant que contenu téléchargeable pour le jeu vidéo Rock Band le 12 janvier 2010.

## Liste des morceaux
Première version
1. "Heaven Beside You" – 5:27
2. "Would?" (live) – 3:27
3. "Rooster" (live) – 6:15
4. "Junkhead" (live) – 5:09

Deuxième version
1. "Heaven Beside You" – 5:27
2. "Angry Chair" (live)
3. "Man in the Box" (live)
4. "Love, Hate, Love" (live)

## Personnel
- Layne Staley – Chants
- Jerry Cantrell – lead vocals, guitare acoustique, guitare électrique
- Mike Inez - basse
- Sean Kinney – batterie

## Classement
| Chart (1996)                 | Peak position |
| ---------------------------- | ------------- |
| Canadian RPM Alternative 30  | 7             |
| UK Singles Chart             | 35            |
| US Billboard Hot 100 Airplay | 52            |
| US Mainstream Rock Tracks    | 3             |
| US Modern Rock Tracks        | 6             |